# Пимен Кијевски
Митрополит Пимен († 11. септембра 1389, Халкидон) - епископ Руске православне цркве, митрополит кијевски и све Русије.

## Биографија
Претпоставља се да је рођен у Перејаслављу (данас Переслављ-Залески), где је вероватно примио монашки постриг. До 1380. архимандрит Перејаславски. Као игуман, највероватније, Переславско-Залеског Горицког Успенског манастира, он је био на челу свештенства и монаштва Перејаславља.
1380. године, међу тројицом архимандрита, пратио је Михаила у Цариград где је уздигнут у чин митрополита. Када је штићеник великог кнеза Дмитрија, Михаил-Митиаи, прешао Црно море и већ се приближавао Цариграду, видљивом у даљини, разболео се на броду и изненада умро. Свита која га је пратила, са позамашном митрополитском ризницом, била је у потпуној збуњености.
Међутим, након консултација, одлучили су да се не враћају у Москву без митрополита, већ да из реда свештенства изаберу другог кандидата који је пратио Митјаја. После жучних дебата, изабран је перејаславски архимандрит Пимен. Цар и патријарх су одбили да поставе другог митрополита за Русију, пошто је митрополит Кипријан већ био постављен. Ипак, представници Цариградске патријаршије су ипак одлучили да се извуку из ситуације на овај начин: Патријарх је најавио да ће Пимена хиротонисати за митрополита кијевског и великоруског, а Кипријана за митрополита литванско-малоруског. Свети Кипријан није дочекао чин хиротоније Пимена и отишао је у Литванију.
Велики кнез Димитрије није хтео да призна Пимена за митрополита. Када су се Пимен и његова пратња приближили Коломни, велики кнез је наредио да га ухвате и пошаљу у Чухлому, где је Пимен остао у заточеништву читаву годину, затим је пребачен у Твер. Цариградски патријарх је више пута писао великом кнезу и убеђивао га да прими Пимена у Москву и уклони Кипријана.
Године 1382. дошло је до свађе између великог кнеза и Кипријана, кнез га је уклонио из митрополије, и позвао Пимена. Али неколико месеци касније изабрао је новог кандидата за суздалску митрополију епископа Дионисија. Пославши овог последњег у Цариград, кнез је својим писмима тражио од патријарха да постави Дионисија на чело  руске митрополије, и написао је многе оптужбе против Пимена. Патријарх је испунио молбу великог кнеза, поставивши Дионисија за митрополита кијевског и све Русије, а за суђење Пимену послао је у Русију два своја митрополита, који су у Москву стигли у зиму 1384. године. Пошто су испитали Пименов случај, прогласили су га кривим и прогласили свргнутим.
Пимен је, међутим, наставио да служи и успео је да хиротонише неколико епископа. После интервенције великог кнеза 1389. Пимен је био принуђен да поново тајно отпутује у престоницу Византије. На Црном мору су га повериоци ухватили и затворили. Пошто им је платио знатну суму, тешко се ослободио од њих. Лична хроника садржи опширан опис овог путовања.
Умро је  11. септембра 1389. у Халкидону. Сахрањен је у цркви Светог Јована Крститеља.